# Надьбанская школа

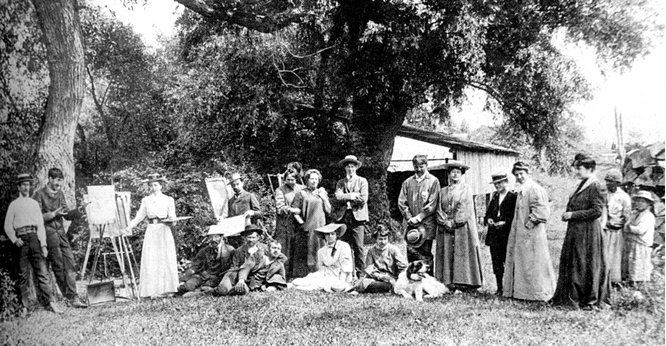
Художники в 1900 году

Надьбанская школа живописи (венг. Nagybányai festőiskola) ― объединение художников, зародившееся во второй половине XIX века в художественной колонии в Надьбанье (венг. Nagybányai művésztelep) — городе на востоке Венгрии, который после Первой мировой войны стал принадлежать Румынии и называться Бая-Маре. Первоначально группа художников сосредоточилась на пленэрной живописи.

## История

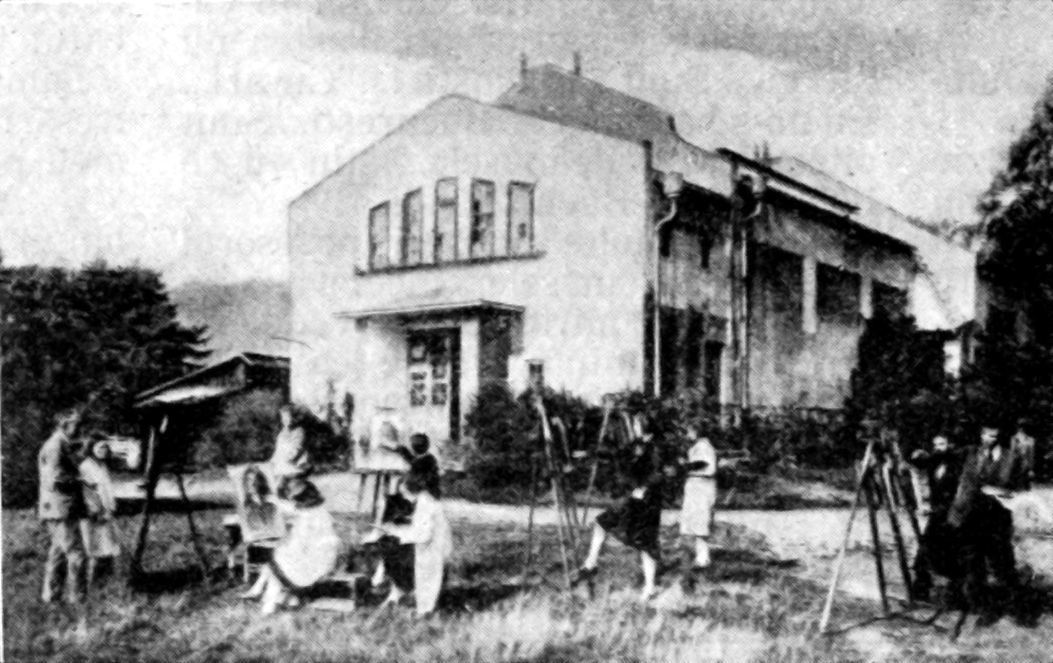
Надьбанская колония в 1930 году

Идея организовать художественную колонию в маленьком городке принадлежит Шимону Холлоши (до этого работавшему в Мюнхене), которого сразу поддержали в этом его коллеги: Карой Ференци, Бела Иваньи-Грюнвальд, Иштван Рети и Янош Торма. В летние месяцы колония привлекала многих начинающих художников из Венгрии, заинтересованных в изучении пленэрного стиля, преподаваемого Холлоши. Первая выставка творчества надьбанской школы состоялась в 1897 году в Мючарноке. Некоторые критики восприняли картины как отражающие новое направление в европейской живописи, другие высмеяли деятельность группы. На протяжении существования надьбанской школы художники работали в зарождающихся и современных для того времени стилях, таких как экспрессионизм, фовизм, кубизм и символизм.
Влияние творчества Холлоши в колонии вскоре уступило место стилю Кароя Ференци. Холлоши уехал из Надьбаньи примерно в 1901 году для того, чтобы основать ещё одну школу художников в Течё (ныне город Тячев в Закарпатской Украине). Деятельность надьбанской школы продолжалась под управлением четырёх оставшихся основателей, немного позже организацию переименовали в Бесплатную (Свободную) школу живописи (венг. Ingyenes festőiskola). В 1910 году Надьбанью покинул Иваньи-Грюнвальд, чтобы управлять кечкеметской художественной колонией.
В 1927 году организация была передана новому поколению художников и переименована в Школу изящных искусств (венг. Szépmuvészeti Iskola). В 1937 году группа распалась. После Второй мировой войны в Румынии эта школа была забыта, но в Венгрии она осталась образцовой художественной колонией. Некоторое время здание, которые было частью колонии, использовалось в качестве казармы, и попытки возродить его как художественную школу не увенчались успехом.

## Галерея

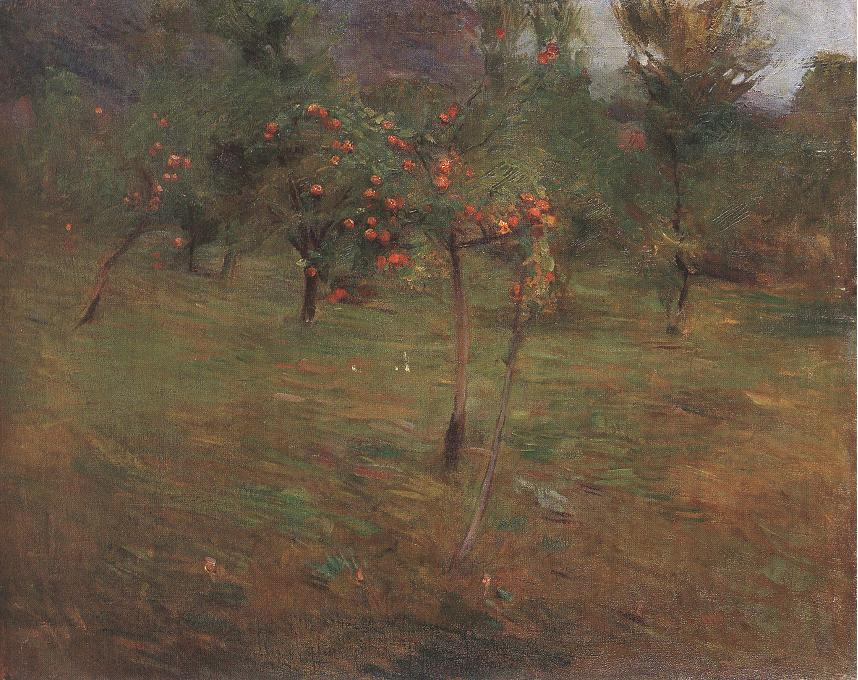
Шимон Холлоши, «Осень» (1899)
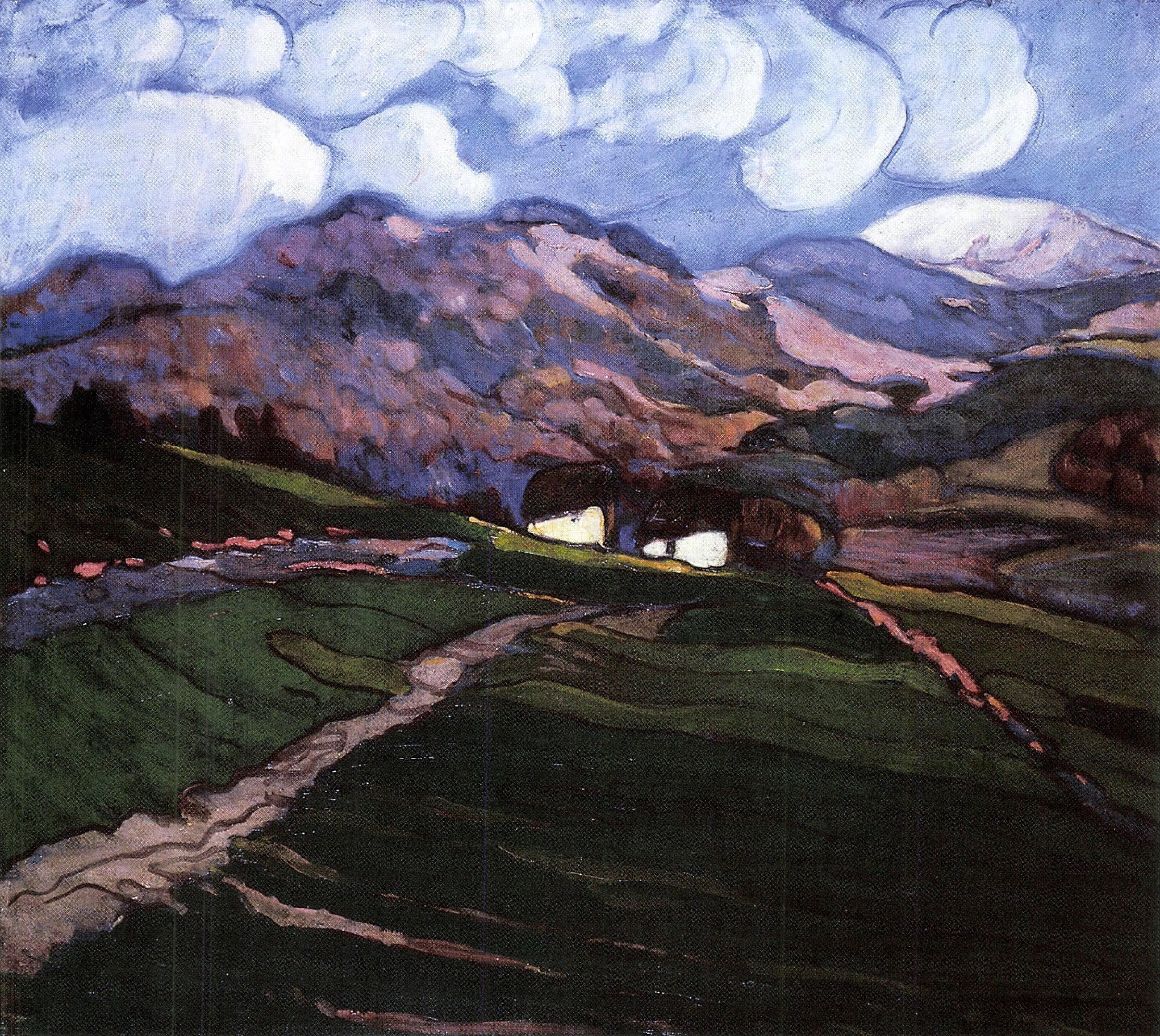
Бела Иваньи-Грюнвальд, «Вид на Надьбанью и реку Гутин»
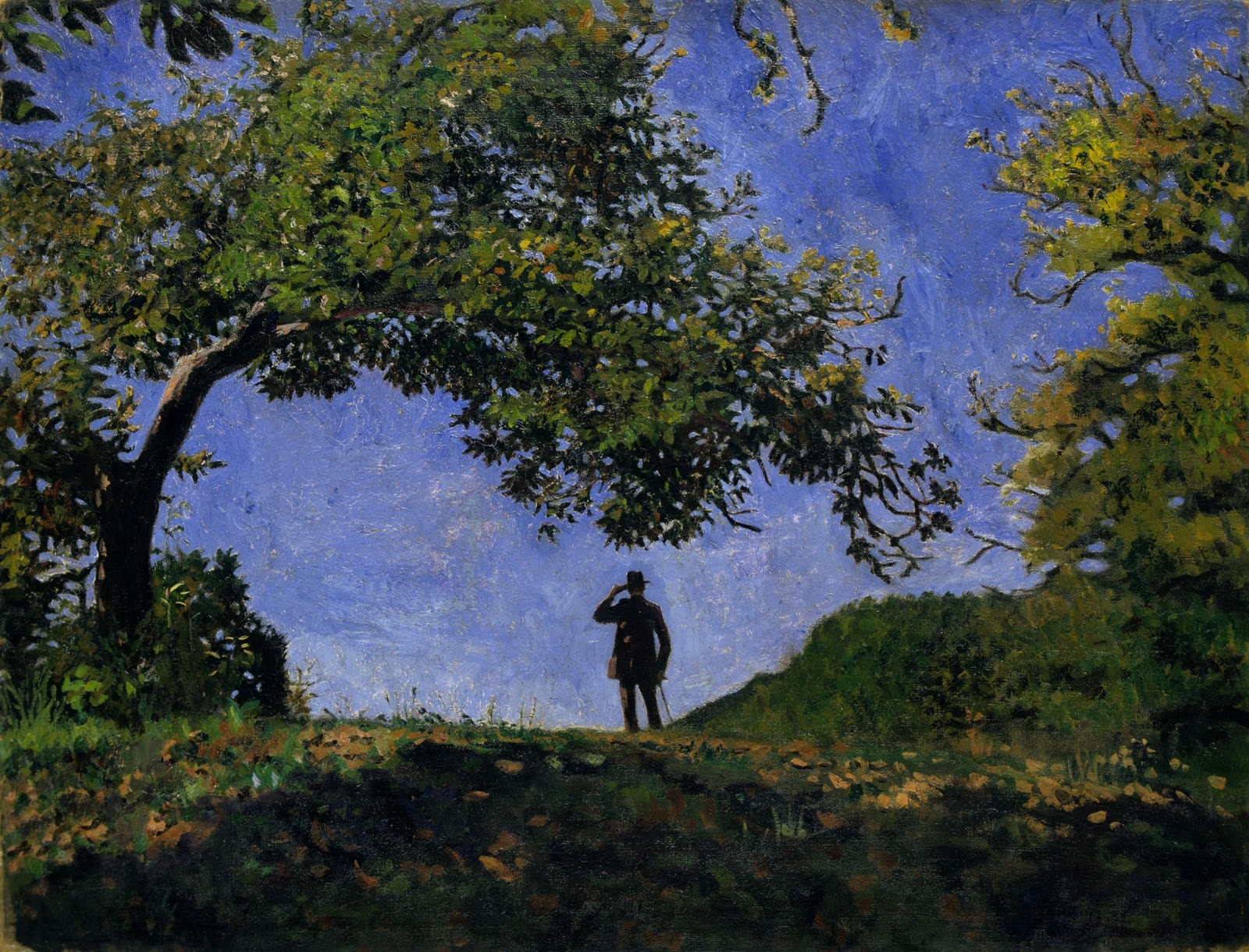
Карой Ференци, «На вершине» (1901)
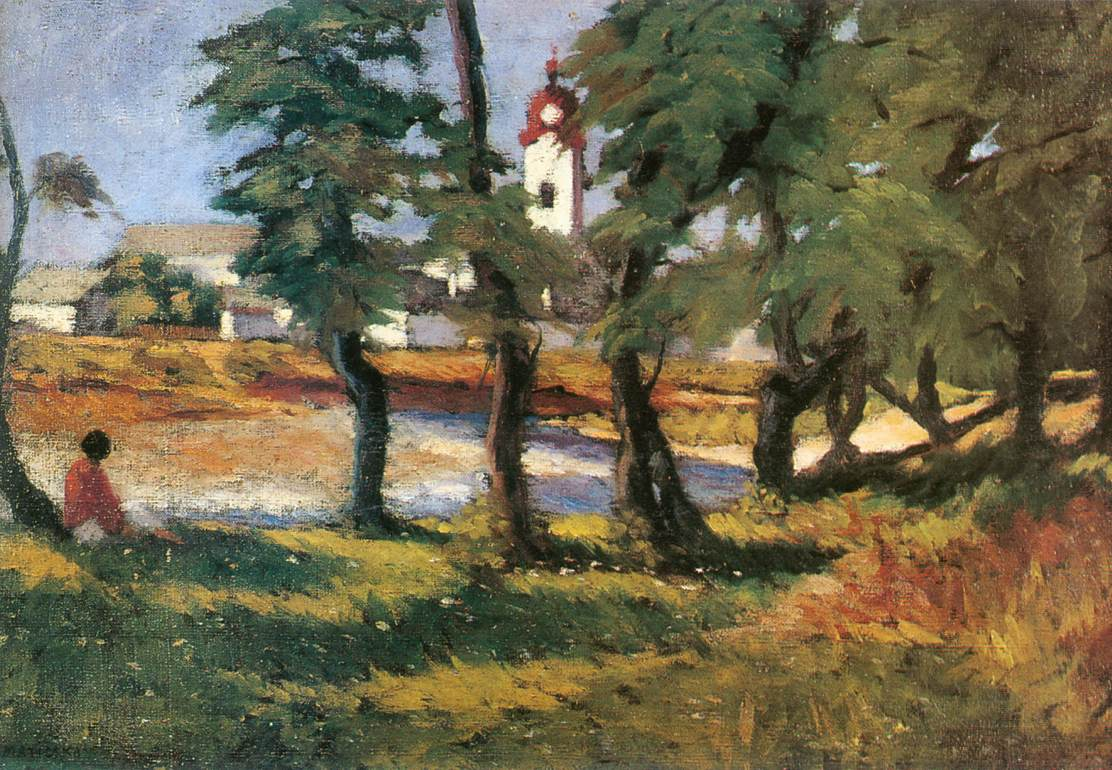
Йенё Матичка, «Надьбанский ландшафт»
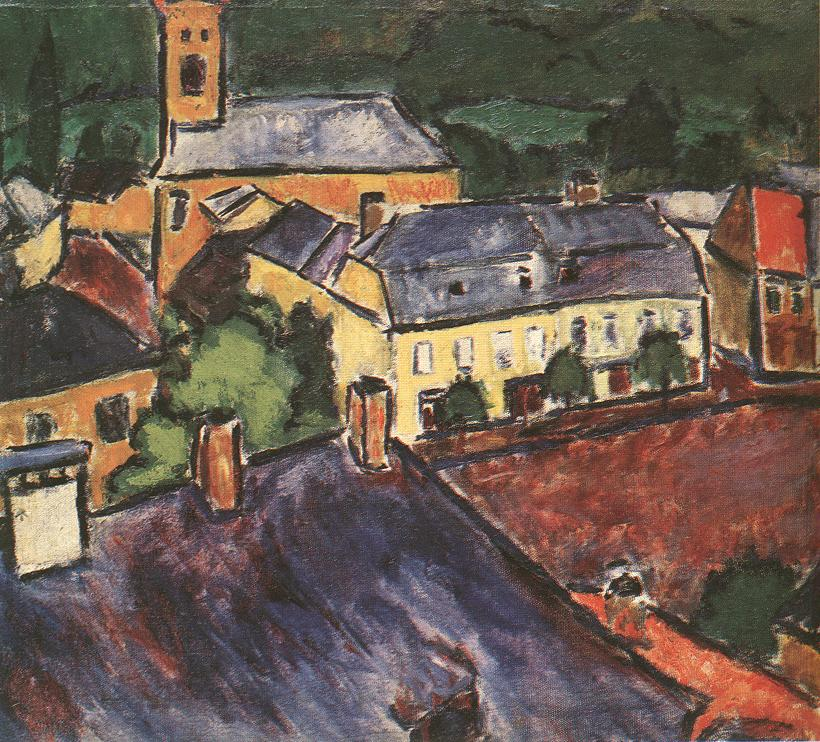
Шандор Галимберти, «Надьбанья» (ок. 1910)
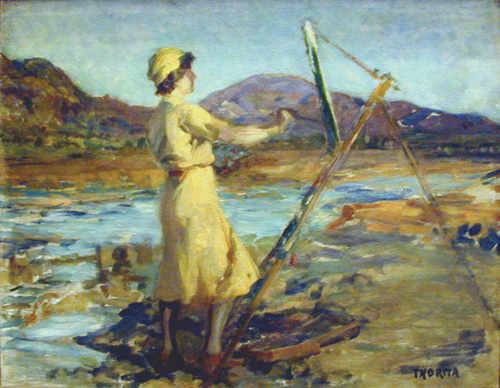
Янош Торма, «Художница» (1934)